# Karl Konstanz Viktor Fellner

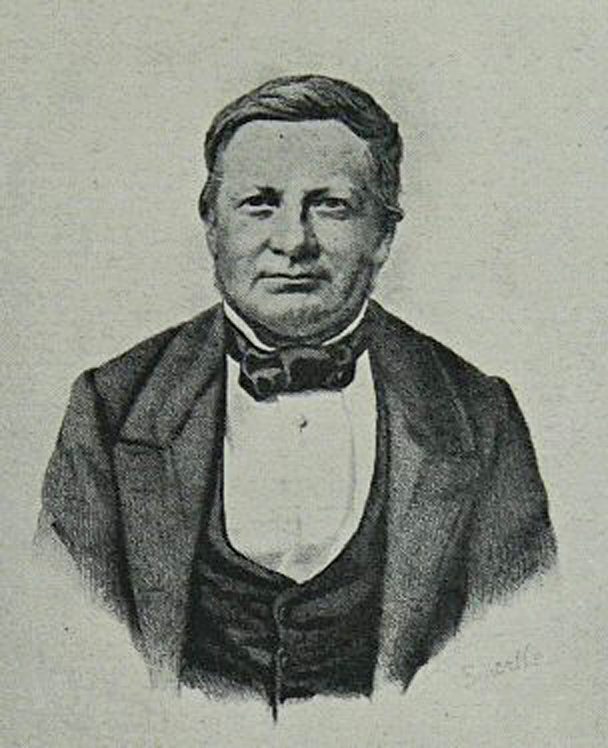
Karl Konstanz Viktor Fellner (1807–1866)

Karl Konstanz Viktor Fellner (in einigen Quellen auch Carl Constanz Victor; * 24. Juli 1807; † 24. Juli 1866 in Frankfurt am Main durch Suizid) war der letzte Ältere Bürgermeister der Freien Stadt Frankfurt vor der preußischen Okkupation.

## Leben und Werk
Fellner war Sohn des Frankfurter Bankiers Johann Christian Fellner und der Susanne Dorothea Fellner geb. Welcker. Sein Bruder war der Maler Ferdinand Fellner. Er war verheiratet mit Jeanette Fellner, geb. Bansa-Streiber, der Tochter des Bankiers Conrad Adolf Bansa, und das Paar hatte drei Kinder.
Fellner absolvierte eine kaufmännische Lehre und war zunächst Prokurist in der Wollfirma seines Onkels Carl Welcker, nach dessen Tod Teilhaber und Geschäftsführer bis 1854. 1848 wurde er Mitglied der Frankfurter Handelskammer, zu deren Senior er 1851 berufen wurde. 1852 wurde er Direktor der chemischen Fabrik Griesheim.
Neben seiner unternehmerischen Tätigkeit war er in der Freien Stadt politisch tätig. 1852 wurde er in den Frankfurter Senat gewählt, wo er der liberalen Gothaischen Partei angehörte. Er vertrat die Stadt, die als souveräner Stadtstaat Mitglied des Deutschen Bunds war, bei den Verhandlungen zum Deutschen Zollverein. 1857, 1862 und 1864 war Fellner Jüngerer Bürgermeister der Stadt; als solcher hatte er die Leitung der Polizei, des Zunftwesens und der Bürgerrechtsangelegenheiten und war Stellvertreter des Stadt- und Staatsoberhaupts, des Älteren Bürgermeisters.
Fellner setzte sich politisch für die Auflösung der noch aus dem Mittelalter stammenden Zunftbeschränkungen, die Gewerbefreiheit und den Ausbau des Mains für die Schifffahrt ein. Am 11. Dezember 1865 wurde Fellner durch Kugelung zum Nachfolger von Philipp Friedrich Gwinner als Älterer Bürgermeister der Freien Stadt für das Jahr 1866 bestimmt. Er übte das Amt bis zur Besetzung der Stadt durch die im Deutschen Krieg siegreichen preußischen Truppen am 16. Juli 1866 aus. Die preußische Armee unter Führung von General Eduard Vogel von Falckenstein behandelte die Stadt, obwohl sie formal neutral und bundestreu geblieben war, als feindlich. Bereits am 17. Juli wurde ihr eine erste Kontribution von rund 5,8 Millionen Gulden auferlegt, die sofort bezahlt wurde. Der am 20. Juli zum Nachfolger Falckensteins ernannte Edwin von Manteuffel erhob daraufhin eine zweite Kontributionsforderung von 25 Millionen Gulden (nach heutiger Kaufkraft rund 250 Millionen Euro), die von den damals etwa 35.000 Bürgern der Freien Stadt aufgebracht werden sollte (unter denen nur etwa 8.000 steuerpflichtig waren).

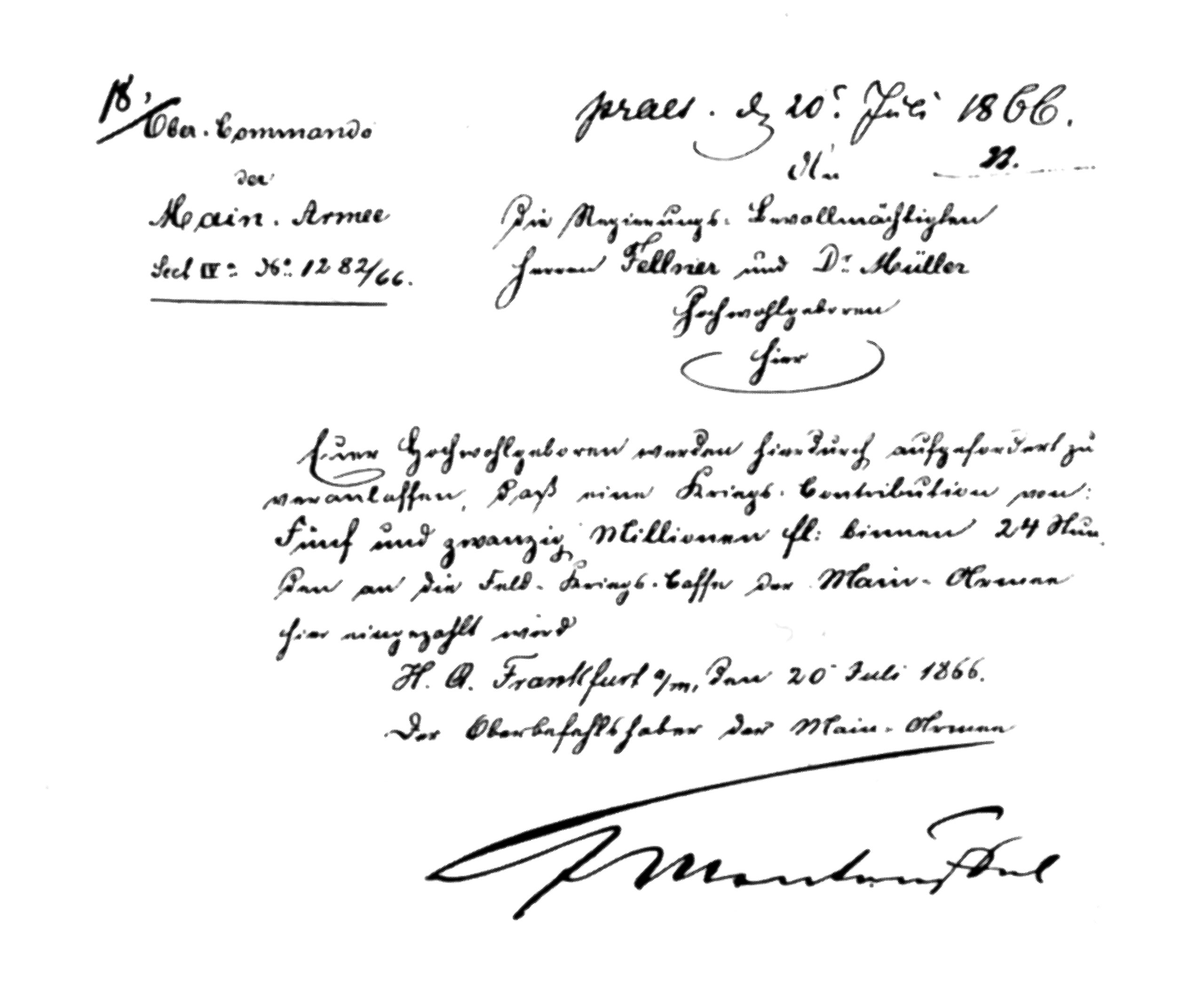
Aufforderung von Manteuffels zur Zahlung der 25 Millionen Gulden

Fellner lehnte einen freiwilligen Anschluss der Stadt an Preußen nicht grundsätzlich ab und erklärte sich bereit, die Stadtgeschäfte als Bevollmächtigter der Eroberer weiterzuführen. Er wurde am 22. Juli vom preußischen Militärkommando vereidigt und plädierte im Senat dafür, die zweite Kontributionsforderung ebenso wie die erste zu erfüllen, jedoch bei der preußischen Regierung um eine Möglichkeit zur Ratenzahlung zu bitten.
Die Gesetzgebende Versammlung und die Ständige Bürgerrepräsentation der Freien Stadt lehnten diesen Vorschlag jedoch am 23. Juli 1866 ab, um gegen die Behandlung der Stadt zu protestieren. General Manteuffel und andere preußische Militärs hatten zuvor angedeutet, dass sie im Falle der Widersetzung auch vor Bombardierung und Plünderung nicht zurückschreckten. Der neue preußische Stadtkommandant Generalmajor von Roeder forderte Fellner auf, ihm bis zum nächsten Morgen eine Proskriptionsliste mit den Namen, Adressen und Besitzverhältnissen aller Mitglieder der städtischen Körperschaften offenzulegen.
Fellner fand sich somit in einem unauflösbaren Konflikt zwischen seinen Pflichten gegenüber der Stadt und ihren Bürgern einerseits und seinem Eid als Regierungsbevollmächtigter andererseits – eine Situation, in der er keinen anderen Ausweg als den Selbstmord sah. Am Morgen seines 59. Geburtstages, dem 24. Juli 1866, erhängte sich Fellner in seinem Wohnhaus in der Seilerstraße.
Obwohl die Mitteilung seines Todes von der preußischen Militärbehörde unterdrückt wurde, verbreitete sie sich rasch in der Bürgerschaft. Über 6.000 Bürger gaben ihm bei seinem Begräbnis auf dem Hauptfriedhof am 26. Juli 1866 das letzte Geleit, obwohl die Beerdigung auf Anordnung des Stadtkommandanten am frühen Morgen um 04:30 Uhr stattzufinden hatte. Bei der Trauerfeier überreichte Fellners Schwager, Appellationsgerichtsrat Friedrich Kugler, dem neuen preußischen Zivilkommissar für Nassau, dem Wetzlarer Landrat Gustav von Diest, die leere Proskriptionsliste und den Strick, mit dem Fellner sich erhängt hatte.
An den in den folgenden Jahrzehnten nahezu als Märtyrer verehrten letzten Bürgermeister der Stadtrepublik erinnern heute die Fellnerstraße im Frankfurter Westend, ein Denkmal auf dem Gelände des ehemaligen Fellnerschen Gartens in der Friedberger Anlage und sein Grabdenkmal auf dem Hauptfriedhof. Sein Nachlass befindet sich teilweise im Institut für Stadtgeschichte in Frankfurt.

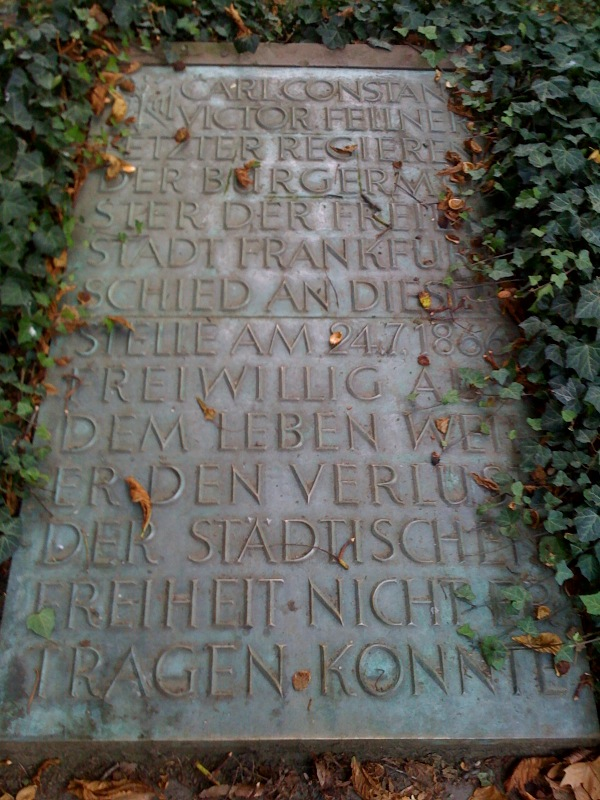
Gedenktafel in der Friedberger Anlage
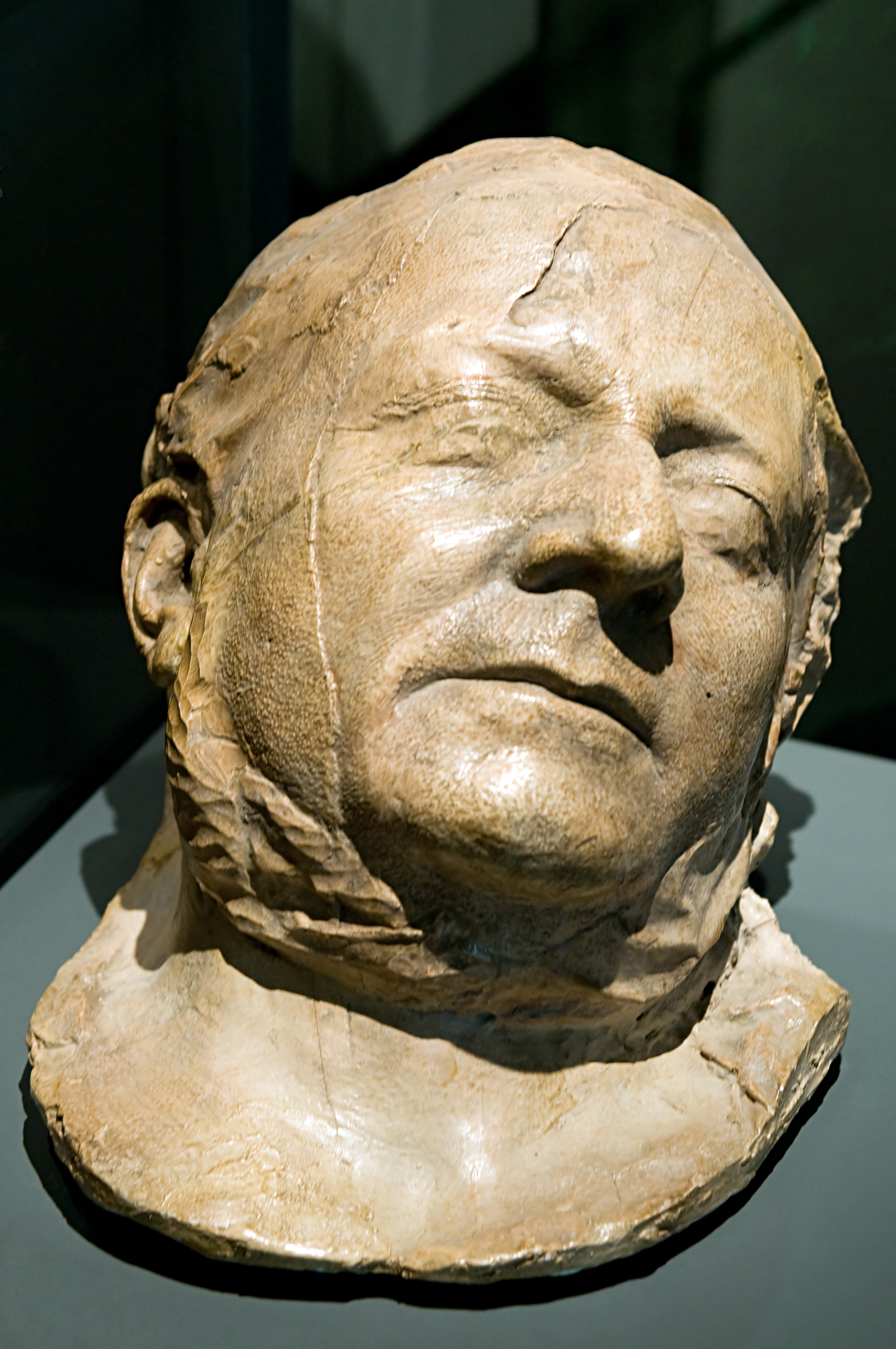
Fellners Totenmaske, abgenommen vom 24. auf den 25. Juli 1866, im Historischen Museum Frankfurt
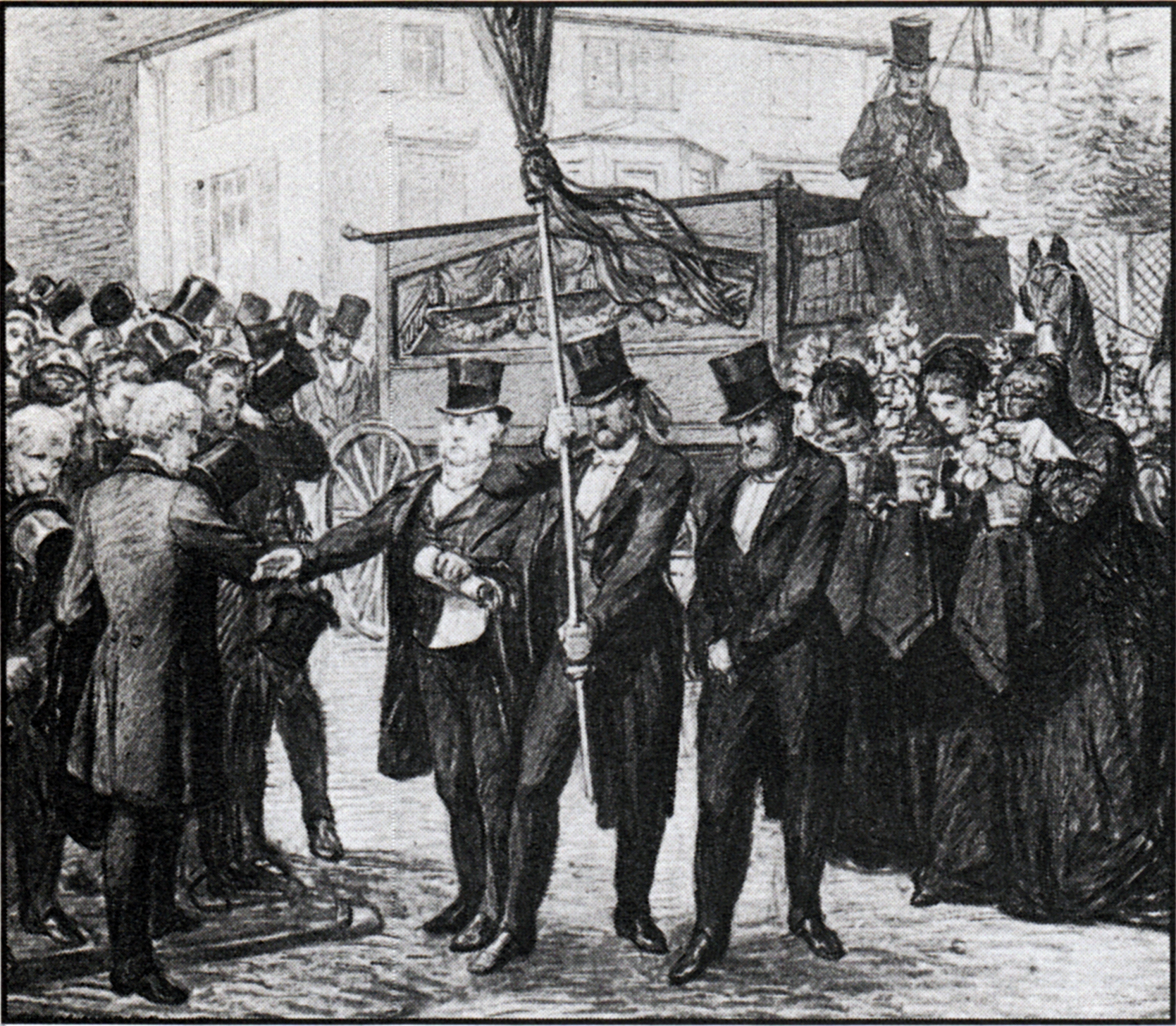
Trauerzug zum Begräbnis Fellners Zeichnung von Heinrich Hasselhorst
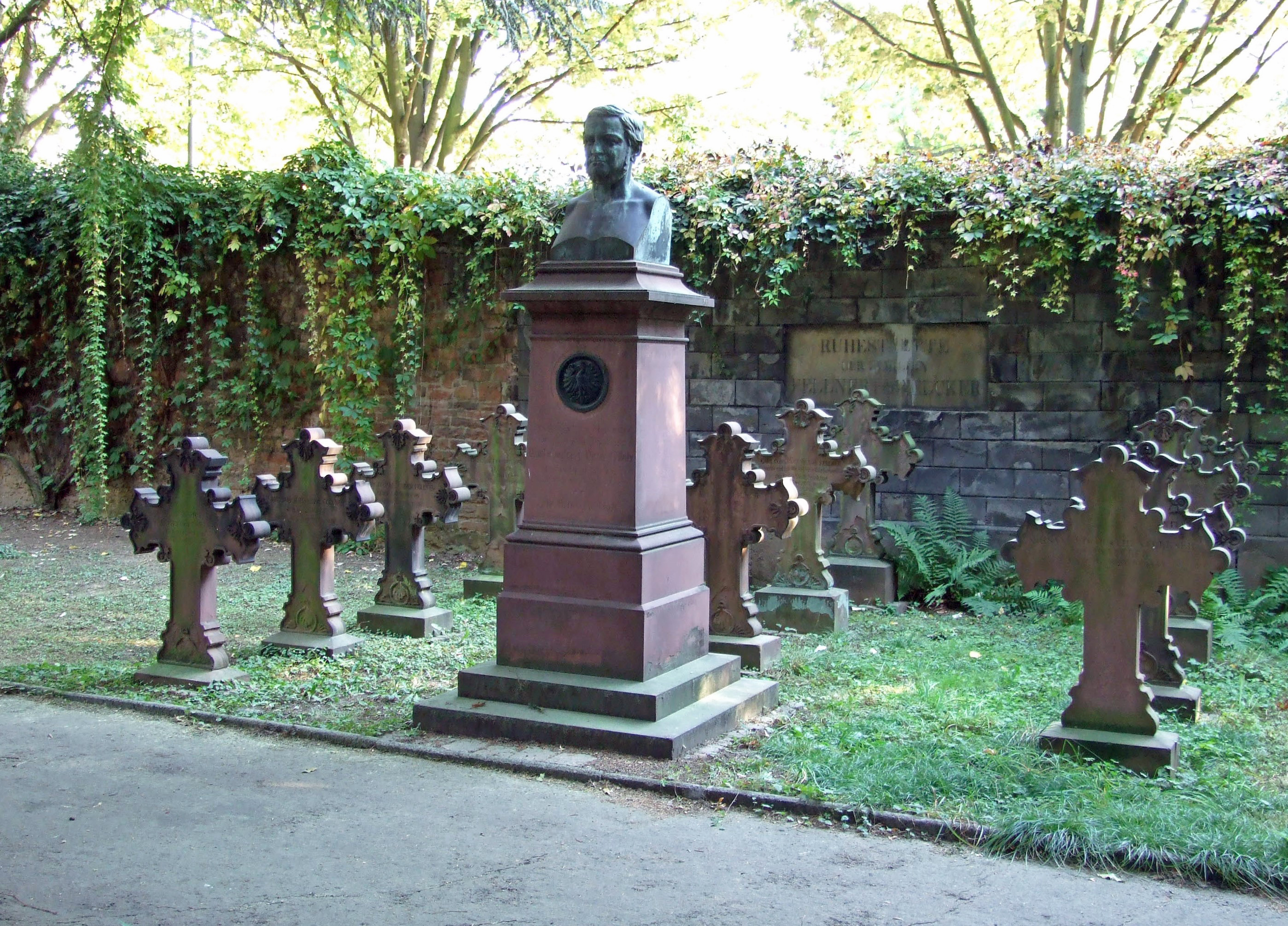
Grab auf dem Hauptfriedhof

Fellners Schicksal fand auch in der Literatur seinen Niederschlag: Bereits 1867 erschien unter dem Pseudonym Alberti das Drama Der letzte Bürgermeister der freien Stadt Frankfurt a. M. Im gleichen Jahr ließ sich der französische Dichter Alexandre Dumas d. Ä. bei einem Aufenthalt in Frankfurt durch die Ereignisse um die Besetzung der Stadt und den Selbstmord ihres Bürgermeisters zu einem Roman inspirieren, der unter dem Titel La terreur prussienne zunächst als Fortsetzungsgeschichte in der Pariser Zeitung La Situation erschien.